# (18368) Flandrau
(18368) Flandrau (1991 GZ1) – planetoida z pasa głównego asteroid okrążająca Słońce w ciągu 2,68 lat w średniej odległości 1,93 j.a. Odkryta 15 kwietnia 1991 roku.